# Guatteria maguirei
Guatteria maguirei este o specie de plante angiosperme din genul Guatteria, familia Annonaceae, descrisă de Robert Elias Fries. Conform Catalogue of Life specia Guatteria maguirei nu are subspecii cunoscute.